# Stéphanie Riocreux
Pour les articles homonymes, voir Riocreux.
Stéphanie Riocreux est une femme politique française, née le 20 mai 1966.
Elle est sénatrice d'Indre-et-Loire de 2015 à 2017.

## Biographie

### Famille
Stéphanie Riocreux est la fille de Danielle Thiry, maire de La Chapelle-sur-Loire de 2014 à 2020.

### Mandats
Stéphanie Riocreux est élue maire de Benais en mars 2008.
Elle devient présidente de la communauté de communes du pays de Bourgueil à la suite des élections municipales de 2014.
Après les élections départementales de 2015, elle devient la remplaçante de Martine Chaigneau, conseillère départementale du canton de Langeais.
Après le suicide de Jean Germain le 7 avril 2015, elle lui succède au palais du Luxembourg. Elle intègre la commission des Affaires sociales.
En 2016, elle soutient Manuel Valls et devient l'une de ses huit porte-parole de campagne pour la primaire citoyenne de 2017.
À compter du 1er janvier 2017, date de la disparition de la communauté de communes du pays de Bourgueil, désormais incorporée à la communauté de communes Touraine Ouest Val de Loire, elle devient première vice-présidente de la nouvelle communauté.
En 2017, elle renonce à se présenter à un nouveau mandat sénatorial.